# Foreign Intelligence Surveillance Act
Foreign Intelligence Surveillance Act (FISA) är en amerikansk lag stiftad år 1978 som reglerar fysiskt såväl som elektroniskt underrättelsearbete riktat mot "främmande makter" och deras agenter. Lagen behandlar enbart underrättelseverksamhet i USA, inklusive då det riktas mot amerikanska medborgare.
Tillstånd för avlyssning enligt lagen efterfrågas främst av FBI och National Security Agency (NSA). Alla sådana tillståndsprövningar görs av en specialdomstol, Foreign Intelligence Surveillance Court, vars sammanträden är hemliga.

## Historia
Lagförslaget lämnades in till Senaten den 18 maj 1977 av senator Ted Kennedy med stöd av de demokratiska senatorerna Birch Bayh, James Eastland, Walter Huddleston, Daniel Inouye, John Little McClellan och Gaylord Nelson samt de republikanska  senatorerna Jake Garn, Charles Mathias och Strom Thurmond. 20 mars 1978 röstades den igenom i Senaten med 95 röster för och en emot. 7 september 1978 röstades lagförslaget igenom även i Representanthuset och det signerades av president Jimmy Carter den 28 oktober samma år varvid lagen trädde i kraft.
Det ursprungliga målet med Foreign Intelligence Surveillance Act var att ge domstolar och Kongressen ökad insikt i statens hemliga underrättelsearbete efter skandalerna kring Richard Nixons bruk av underrättelsetjänsterna för att spionera på politiska aktivister i konflikt med fjärde författningstillägget.

### Tillägg under kriget mot terrorn
Efter terrorattentaten 11 september 2001 har lagen ändrats åtskilliga gånger och fått nya tillägg för att möjliggöra ökade insatser som del av USA:s krig mot terrorismen. Den första förändringen var en del av lagpaketet Patriot Act år 2001 då kravet på att en misstänkt person föremål för hemlig underrättelseverksamhet enligt Foreign Intelligence Surveillance Act inte var amerikansk medborgare slopades. Även kravet på att den misstänkte måste bevisas vara "främmande makts agent" slopades. Dessutom utökades den tillåtna varaktigheten för informationsinsamling enligt lagen.
Ytterligare tillägg kom i och med stiftandet av Protect America Act år 2007 och FISA Amendments Act år 2008.

## Brott mot lagen
I augusti 2013 uppdagades det att signalspaningsmyndigheten NSA begick tusentals brott mot Foreign Intelligence Surveillance Act de senaste åren, under perioden maj 2011 - maj 2012 registrerades totalt 2776 fall innefattande olika former av integritetskränkningar och otillåten informationsinsamling. Grunderna till brott mot lagen varierade från protokollbrott till fel i det automatiska systemet.